# 李炳淑
李炳淑（1942年—），安徽人，中国京劇表演艺术家，工旦行。

## 生平
青少年時在安徽當地的京劇團學戲和工作，1959年被選送到上海市戲曲學校學習，師從言慧珠、张君秋等多位先生，并拜師魏蓮芳先生。
上海市戲曲學校畢業后在上海京劇院二團工作。
文革期間，她在《龍江頌》（第2批樣板戲裡的1個）劇組工作，飾女主角江水英，并主演彩色京劇電影。

## 作品
她主演改革開放初期的彩色京劇電影《白蛇傳》（琴師沈雁西，鼓師焦寶宏，作曲馬錦良、曾加慶、沈雁西）。